# Сборная Сербии по крикету
Сборная Сербии по крикету — национальная спортивная сборная, представляющая Сербию на международных соревнованиях по крикету. С 2017 года является ассоциированным членом Международного совета по крикету; вошла в июне 2015 года в ICC как аффилированный член.
Дебют сборной Сербии по крикету пришёлся на 2009 год против клуба «Межица» из Словении, завершившийся поражением сербов; в августе 2011 года сербы дошли до полуфинала чемпионата Европы T20 в Будапеште.
В апреле 2018 года Международный совет крикета постановил, что начиная с 1 января 2019 года матчи между сборными-членами ICC, проводимые в формате Twenty20, будут иметь официальный международный статус, что распространяется и на Сербию.